# The Passenger (canção)
"The Passenger" é uma canção de Iggy Pop e Ricky Gardiner, gravada e lançada por Iggy Pop em seu álbum Lust for Life em 1977. Também foi lançada como o lado B do único single do disco, "Success". Foi lançada como single em março de 1998, alcançando a posição 22 nas paradas musicais do Reino Unido.
As letras, supostamente escritas quando Pop estava no S-Bahn-Berlin, foram interpretadas incorporando o espírito nômade do punk proscrito. O guitarrista Ricky Gardiner compôs a música. É baseada num poema de Jim Morrison.
Em entrevista ao The Guardian, Iggy Pop falou sobre como "The Passenger" foi parcialmente inspirado em viajar com David Bowie em turnê: "... Eu estava andando pela América do Norte e Europa no carro de David ad infinitum. Eu não tinha uma carteira de motorista ou um veículo."

## Créditos
- Iggy Pop: Vocais
- David Bowie: Piano, órgão, vocais de apoio
- Ricky Gardiner: Guitarra principal
- Carlos Alomar: Guitarra rítmica
- Tony Sales: Baixo
- Hunt Sales: Bateria